# Jorge Olaechea
Jorge Andrés Olaechea Quijandría (Ica, 1956. augusztus 27. –) válogatott perui labdarúgó, hátvéd.

## Pályafutása

### Klubcsapatban
1975 és 1977 között a José Carlos Mariátegui, 1978 és 1983 között az Alianza Lima, 1983 és 1986 között a kolumbiai Independiente, 1987–88-ban a Deportivo Cali, 1989–90-ben a Sporting Cristal, 1991–92-ben a bolíviai Bolívar játékosa volt. Az aktív játékot 1996-ban a Deportivo Municipal csapatában fejezte be. Az Alianza csapatával egyszeres perui, a Bolívárral kétszeres bolíviai bajnok volt.

### A válogatottban
1979 és 1989 között 60 alkalommal szerepelt a perui válogatottban és két gólt szerzett. Tagja volt az 1979-es és az 1983-as Copa América bronzérmes csapatnak. Részt vett az 1982-es spanyolországi világbajnokságon.

## Sikerei, díjai
Peru
- Copa América
  - bronzérmes (2): 1979, 1983

 Alianza Lima
- Perui bajnokság
  - bajnok: 1978

 Bolívar
- Bolíviai bajnokság
  - bajnok (2): 1991, 1992